# Rodolphe Desdunes
Rodolphe Lucien Desdunes (Nueva Orleans, 15 de noviembre de 1849- Omaha (Nebraska), 14 de agosto de 1928) fue un escritor, activista y oficial de aduanas estadounidense conocido por su papel en el Caso Plessy contra Ferguson.

## Biografía
Su madre era cubana y su padre haitiano y la familia Desdunes se dedicaba a la plantación de tabaco y la fabricación de puros.
Rodolphe Lucien Desdunes estudió derecho en la Straight University y trabajó como oficial de aduanas y como profesor en la Couvent School y para publicaciones como Crusader. Militó en el partido republicano y fundó el Comité des Citoyens contra las leyes de segregación.
Estuvo casado con Mathilde Cheval Denebourg y Clementine Walker, y tuvo 9 hijos, entre ellos Daniel Desdunes.
Falleció en Nebraska de un cáncer de laringe.

## Obras
- Nos Hommes et Notre Histoire, 1911